# Франческо Баяно
Франческо Баяно (італ. Francesco Baiano, нар. 24 лютого 1968, Неаполь) — італійський футболіст, що грав на позиції нападника. По завершенні ігрової кар'єри — тренер.
Виступав, зокрема, за клуби «Наполі» та «Фіорентина», а також національну збірну Італії.
Володар Кубка Італії. Володар Суперкубка Італії з футболу.

## Клубна кар'єра
Народився 24 лютого 1968 року в місті Неаполь. Вихованець футбольної школи клубу «Наполі». Дорослу футбольну кар'єру розпочав 1984 року в основній команді того ж клубу, в якій провів два сезони, взявши участь лише у 4 матчах чемпіонату. 
Згодом з 1986 по 1992 рік грав у складі команд клубів «Парма», «Емполі», «Авелліно» та «Фоджа».
Своєю грою за останню команду привернув увагу представників тренерського штабу клубу «Фіорентина», до складу якого приєднався 1992 року. Відіграв за «фіалок» наступні п'ять сезонів своєї ігрової кар'єри. Більшість часу, проведеного у складі «Фіорентини», був основним гравцем атакувальної ланки команди. За цей час виборов титул володаря Кубка Італії, ставав володарем Суперкубка Італії з футболу.
Протягом 1997—2008 років захищав кольори клубів «Дербі Каунті», «Тернана», «Пістоєзе» та «Санджованезе».
Завершив професійну ігрову кар'єру у клубі «Сансовіно», за команду якого виступав протягом 2008—2009 років.

## Виступи за збірну
У 1991 році дебютував в офіційних матчах у складі національної збірної Італії. Протягом кар'єри у національній команді, яка тривала усього 1 рік, провів у формі головної команди країни 2 матчі.

## Кар'єра тренера
Розпочав тренерську кар'єру, ще продовжуючи грати на полі, 2007 року, увійшовши до тренерського штабу клубу «Санджованезе».
В подальшому очолював команди клубів «Сансовіно» та «Скандіччі», а також входив до тренерських штабів клубів «Варезе», «Сієна», «Палермо» та «К'єво».
Наразі останнім місцем тренерської роботи був клуб «Варезе», головним тренером команди якого Франческо Баяно був з 2016 по 2017 рік.
| Дата       | Місто | Господарі | Результат | Гості    | Турнір            | Голи | Примітки |
| ---------- | ----- | --------- | --------- | -------- | ----------------- | ---- | -------- |
| 13-11-1991 | Генуя | Італія    | 1 – 1     | Норвегія | Відбір до ЧЄ 1992 | -    |          |
| 21-12-1991 | Фоджа | Італія    | 2 – 0     | Кіпр     | Відбір до ЧЄ 1992 | -    |          |
| Усього     |       | Матчів    | 2         |          | Голів             | 0    |          |

## Титули і досягнення

### Командні
- Володар Кубка Італії (1):

«Фіорентина»: 1995-1996
- Володар Суперкубка Італії з футболу (1):

«Фіорентина»: 1996

### Особисті
- Найкращий бомбардир Серії B:

«Фоджа»: 1990-1991 (22)